# 新中川

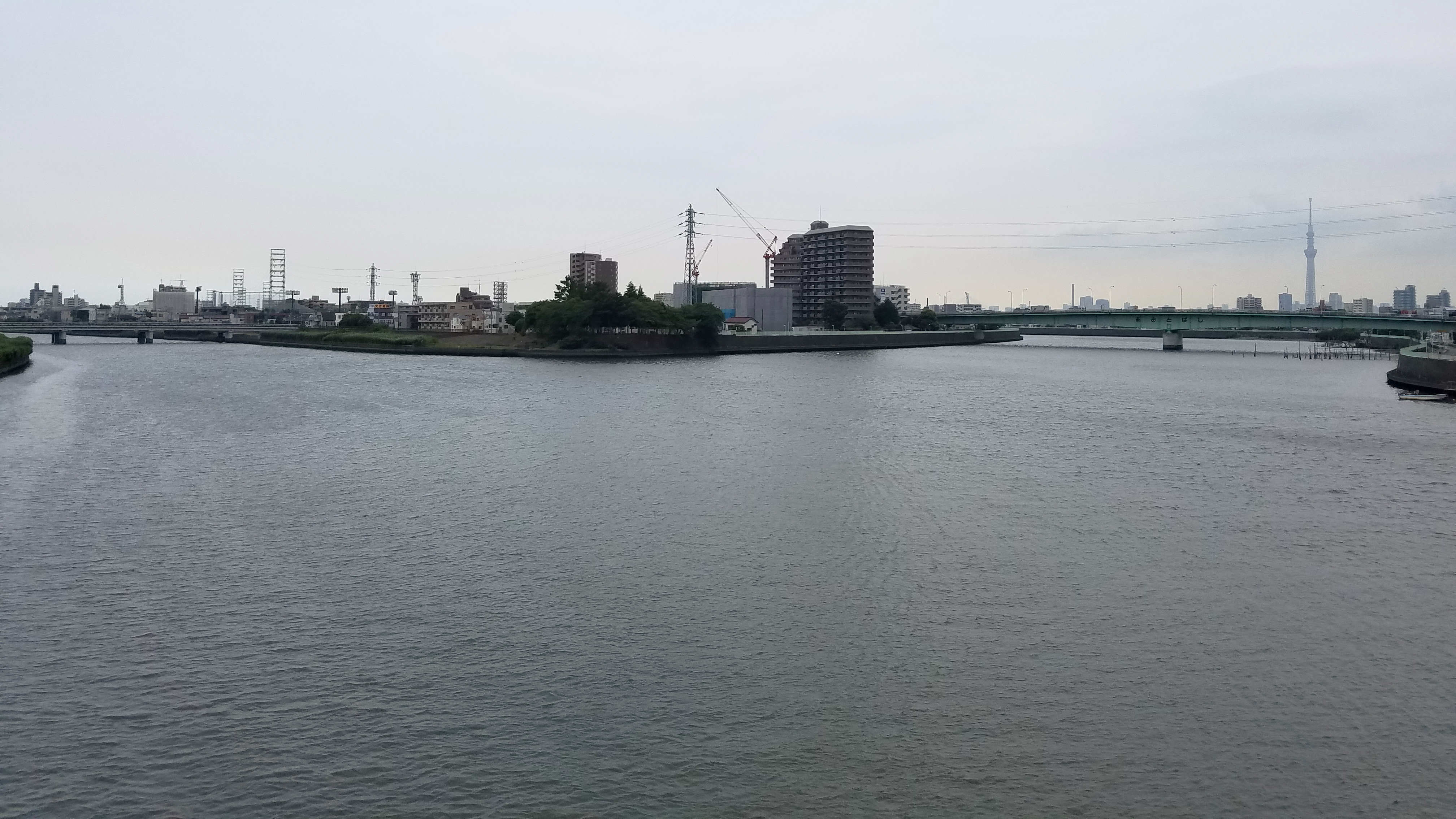
中川との分流地点

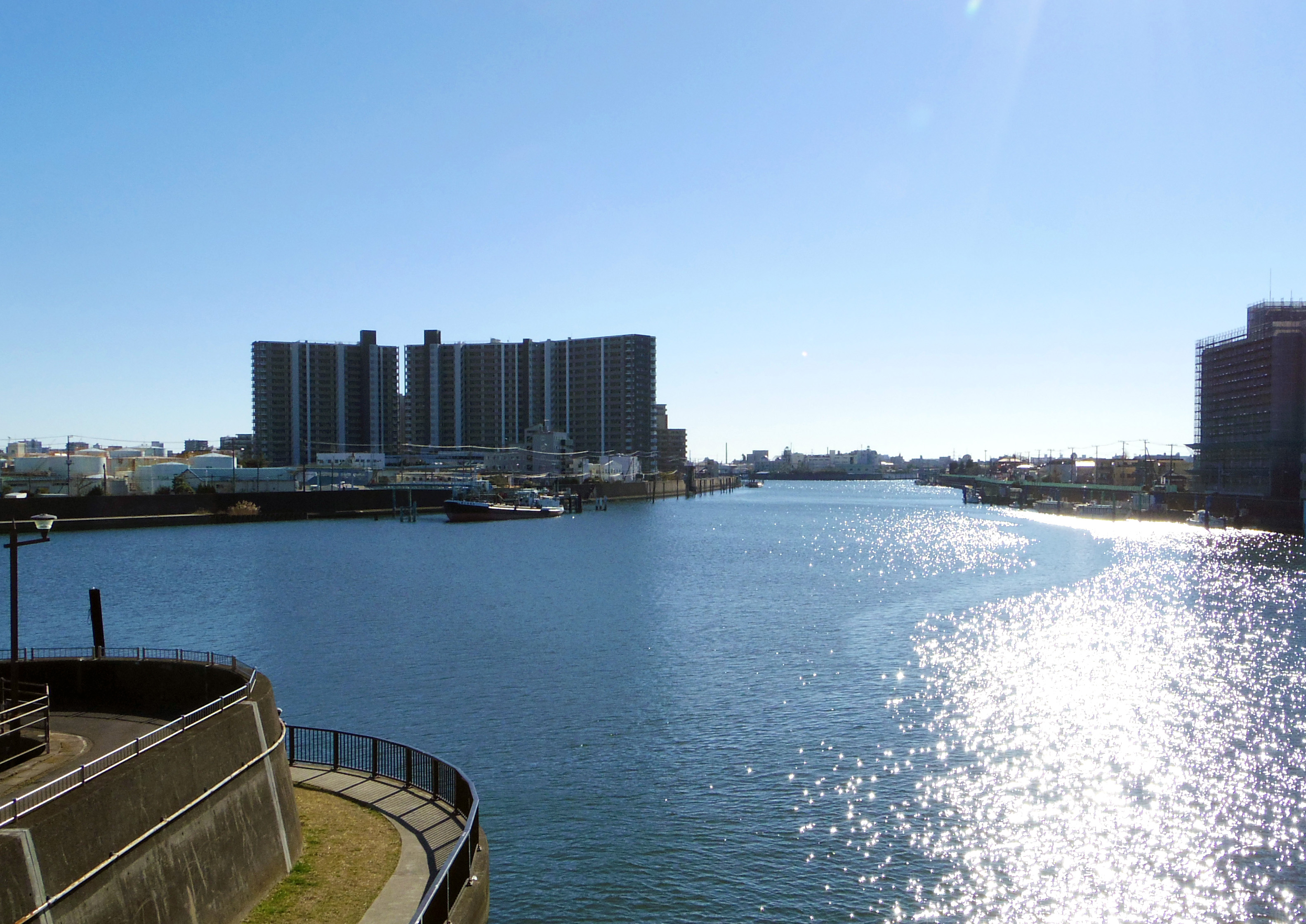
旧江戸川（左側から奥）との合流地点

新中川（しんなかがわ）は、東京都葛飾区および江戸川区を流れる一級河川。以前は中川放水路（なかがわほうすいろ）と呼ばれていた。全長7.84 km、幅員143.5 m。

## 地理
東京都葛飾区高砂で中川より分かれ南の方向に流れる。中川と江戸川の間を平行するように流下し、江戸川区江戸川で、東から流れる旧江戸川に合流する。

## 歴史
1938年7月に東京東部で起こった浸水戸数6万戸に及ぶ被害に対する反省から、翌年（1939年）4月、中川開削・改修を目的に東京府中川改修事務所が設置された。しかし戦争激化のため1945年4月には計画は一旦中止、事務所も廃止となる。
1947年9月、カスリーン台風によって東京東部が再度浸水したことにより、改めて中川改修が検討された。1949年11月 中川改修事務所は再開され、中川放水路（新中川）の開削が本格化した。
江戸川区などでは多くの家屋等の立退きを余儀なくされるなどの大工事の末、1963年3月に中川放水路は完成した。
1965年3月、一級河川に指定され河川名を「新中川」に改称された。

## 橋梁
河川の延長の割に数多くの橋が架けられている。
上流側より記載
- 高砂諏訪橋
- 細田橋
- 三和橋
- 八剣橋
- 奥戸新橋（奥戸街道・葛飾区）
- JR新金線中川放水路橋梁
- 上一色橋（蔵前橋通り・江戸川区）
- 上一色中橋
- JR総武本線中川放水路橋梁
- 辰巳新橋
- 小岩大橋（千葉街道）
- 松本橋
- 鹿骨新橋
- 鹿本橋
- 大杉橋
- 一之江橋（京葉道路）
- 新椿橋
- 首都高速7号小松川線
- 南椿橋
- 春江橋
- 涼風橋
- 明和橋
- 瑞江大橋
- 新今井橋（新大橋通り）
- 瑞穂大橋